# Dánsko-německá válka
Dánsko-německá válka (německy Deutsch-Dänischer Krieg), označovaná též jako druhá šlesvická válka (dánsky 2. Slesvigske Krig) bylo vojenské střetnutí Pruska a Rakouska jako členů Německého spolku s Dánskem o Šlesvicko. 
Válka začala 1. února 1864 pruským vpádem do Šlesvicka a skončila 30. října téhož roku Vídeňskou mírovou smlouvou, na jejímž základě bylo sporné území postoupeno Prusku a Rakousku. Válka vypukla v důsledku dánského pokusu včlenit Šlesvicko, člena Německého spolku, do dánského unitárního státu. Snaha Pruska o získání Holštýnska od Rakouska vedla k Prusko-rakouské válce.